# Шолаксайська сільська адміністрація
Шолакса́йська сільська адміністрація (каз. Шолақсай ауылдық әкімдігі, рос. Шолаксайская сельская администрация) — адміністративна одиниця у складі Наурзумського району Костанайської області Казахстану. Адміністративний центр та єдиний населений пункт — село Шолаксай.
Населення — 968 осіб (2021; 1781 у 2009, 1898 у 1999, 2135 у 1989).
Станом на 1989 рік існувала Шолаксайська сільська рада (селища Казанський, Нова Копа (Копа), Шолаксай). Село Копа було ліквідоване 2007 року, село Казанське — 2009 року, Шолаксайський сільський округ перетворено в сільську адміністрацію.

## Склад
До складу адміністрації входять такі населені пункти:
| Населений пункт | Старі назви | Населення, осіб (1989) | Населення, осіб (1999) | Населення, осіб (2009) | Населення, осіб (2021) |
| --------------- | ----------- | ---------------------- | ---------------------- | ---------------------- | ---------------------- |
| Казанське, село | Казанський  | 135                    | 107                    | 1                      | -                      |
| Копа, село      | Нова Копа   | 98                     | 40                     | -                      | -                      |
| Шолаксай, село  | -           | 1902                   | 1751                   | 1780                   | 968                    |